# Station F

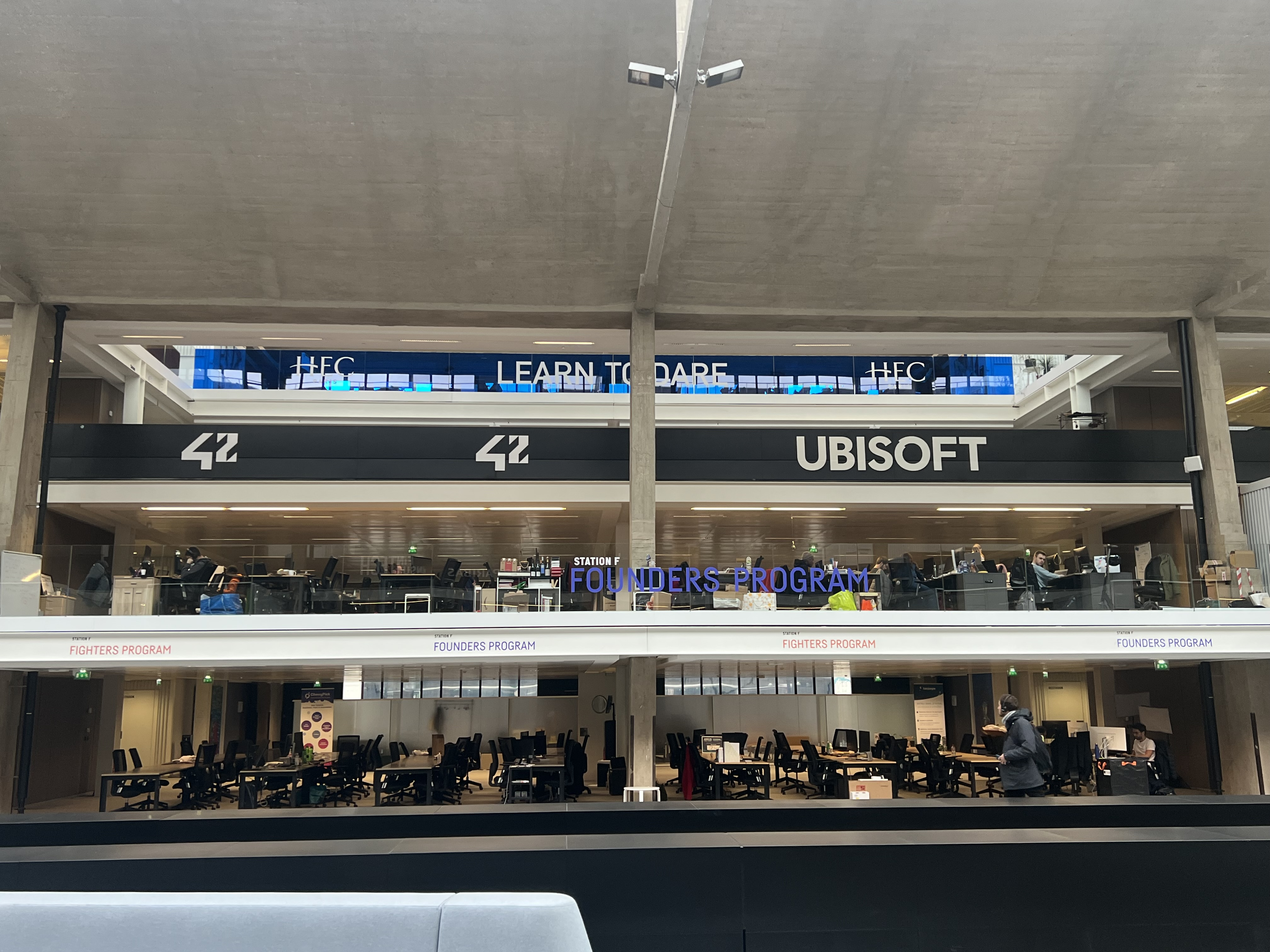
Station F

Station F este un incubator de afaceri pentru startup-uri, situat în arondismentul 13 din Paris. Este cunoscută drept cea mai mare unitate de startup din lume.
Situat într-un fost depozit de mărfuri feroviar cunoscut anterior ca la Halle Freyssinet (de unde „F” în stația F). Unitatea de 34.000 m² (370.000 sq ft) a fost deschisă oficial de către președintele Emmanuel Macron în iunie 2017 și oferă birouri pentru până la 1.000 de companii start-up și în stadiu incipient, precum și pentru parteneri corporativi precum Facebook, Microsoft și Naver.
Station F are o serie de parteneriate pentru programe de start-up destinate antreprenorilor. Printre parteneri se numără Google, Ubisoft și Zendesk.
Campusul este partener al diferitelor școli, precum HEC Paris, cea mai bună școală de afaceri europeană.